# Vadadustat
Vadadustat (INN; AKB-6548) es un fármaco que actúa como inhibidor de la prolil-hidroxilasa HIF y, por lo tanto, aumenta la producción endógena de eritropoyetina, que estimula la producción de hemoglobina y glóbulos rojos. Se encuentra en fase III de ensayos clínicos para el tratamiento de la anemia por la enfermedad renal crónica.